# Rodney McCray
Rodney Earl McCray (Mount Vernon, Nueva York, 29 de agosto de 1961) es un exjugador de baloncesto estadounidense que jugó durante 10 temporadas en la NBA. Con 2,01 metros de estatura, lo hacía en la posición de escolta. Es hermano del también exbaloncestista Scooter McCray.

## Trayectoria deportiva

### Universidad
Jugó durante cuatro temporadas con los Cardinals de la Universidad de Louisville, con los que se proclamó campeón de la NCAA en su primer año. En toda su trayectoria universitaria promedió 9,2 puntos,7,6 rebotes y 2,6 asistencias por partido.

### Profesional
Fue elegido en la tercera posición del Draft de la NBA de 1983 por Houston Rockets. Ya desde su temporada de novato se fue haciendo un hueco en el quinteto titular, que no abandonaría en el resto de sus cinco temporadas en Houston. Allí destacó por ser un jugador completo, aportando puntos y rebotes en ataque, y mostrándose muy seguro en defensa, aspecto por el cual fue recompensado  al figurar en una ocasión en el mejor quinteto defensivo de la liga (1988) y otra en el segundo (1987).
A comienzos de la temporada 1988-89 fue traspasado a Sacramento Kings, donde permaneció dos temporadas, siendo la última de ellas la mejor de su carrera, tras promediar 16,6 puntos y 8,2 rebotes por partido. Fue posteriormente traspasado a Dallas Mavericks, donde pasó otros dos años antes de recare en los Chicago Bulls de Michael Jordan y Scottie Pippen, con los que logró su único anillo de campeón en la temporada que allí permaneció, la última de su carrera profesional.
En sus 10 años como profesional promedió 11,7 puntos, 6,6 rebotes y 3,6 asistencias por partido.
Además fue el jugador que más minutos disputó en la temporada 1989-90 de la NBA, con un total de 3238, con un promedio de 39,5 minutos por partido.

## Estadísticas de su carrera en la NBA
|  | Líder de la liga                                 |
|  | Denota temporada en la que fue Campeón de la NBA |

### Temporada regular
| Año     | Equipo     | PJ  | PT  | MPP  | %TC  | %3P  | %TL  | RPP | APP | ROB | TPP | PPP  |
| ------- | ---------- | --- | --- | ---- | ---- | ---- | ---- | --- | --- | --- | --- | ---- |
| 1983–84 | Houston    | 79  | 36  | 26.3 | .499 | .250 | .731 | 5.7 | 2.2 | .7  | .7  | 10.8 |
| 1984–85 | Houston    | 82  | 82  | 36.6 | .535 | .000 | .738 | 6.6 | 4.3 | 1.1 | .9  | 14.4 |
| 1985–86 | Houston    | 82  | 82  | 31.8 | .537 | .000 | .770 | 6.3 | 3.6 | .6  | .7  | 10.3 |
| 1986–87 | Houston    | 81  | 81  | 38.7 | .552 | .000 | .779 | 7.1 | 5.4 | 1.1 | .7  | 14.4 |
| 1987–88 | Houston    | 81  | 80  | 33.2 | .481 | .000 | .785 | 7.8 | 3.3 | .7  | .6  | 12.4 |
| 1988–89 | Sacramento | 68  | 65  | 35.8 | .466 | .227 | .722 | 7.6 | 4.3 | .8  | .5  | 12.6 |
| 1989–90 | Sacramento | 82  | 82  | 39.5 | .515 | .262 | .784 | 8.2 | 4.6 | .7  | .9  | 16.6 |
| 1990–91 | Dallas     | 74  | 68  | 34.6 | .495 | .333 | .803 | 7.6 | 3.5 | .9  | .7  | 11.4 |
| 1991–92 | Dallas     | 75  | 48  | 28.1 | .436 | .294 | .719 | 6.2 | 2.9 | .6  | .4  | 9.0  |
| 1992–93 | Chicago    | 64  | 5   | 15.9 | .451 | .400 | .692 | 2.5 | 1.3 | .2  | .2  | 3.5  |
| Total   | Total      | 768 | 629 | 32.4 | .503 | .260 | .761 | 6.6 | 3.6 | .8  | .6  | 11.7 |

### Playoffs
| Año   | Equipo  | PJ | PT | MPP  | %TC  | %3P  | %TL  | RPP | APP | ROB | TPP | PPP  |
| ----- | ------- | -- | -- | ---- | ---- | ---- | ---- | --- | --- | --- | --- | ---- |
| 1985  | Houston | 5  | 5  | 36.2 | .559 | –    | .652 | 6.0 | 2.2 | 1.2 | .2  | 10.6 |
| 1986  | Houston | 20 | 20 | 41.8 | .535 | .000 | .741 | 5.9 | 6.3 | .9  | 1.0 | 13.0 |
| 1987  | Houston | 10 | 10 | 43.6 | .564 | .000 | .796 | 8.3 | 5.6 | .5  | .9  | 15.7 |
| 1988  | Houston | 4  | 4  | 39.8 | .387 | .000 | .667 | 6.8 | 2.3 | 1.0 | .8  | 8.0  |
| 1993  | Chicago | 7  | 0  | 5.6  | .167 | –    | –    | 1.9 | .7  | .0  | .1  | .3   |
| Total | Total   | 46 | 39 | 35.9 | .527 | .000 | .741 | 5.9 | 4.5 | .7  | .7  | 10.9 |